# Sant'Andreapelago

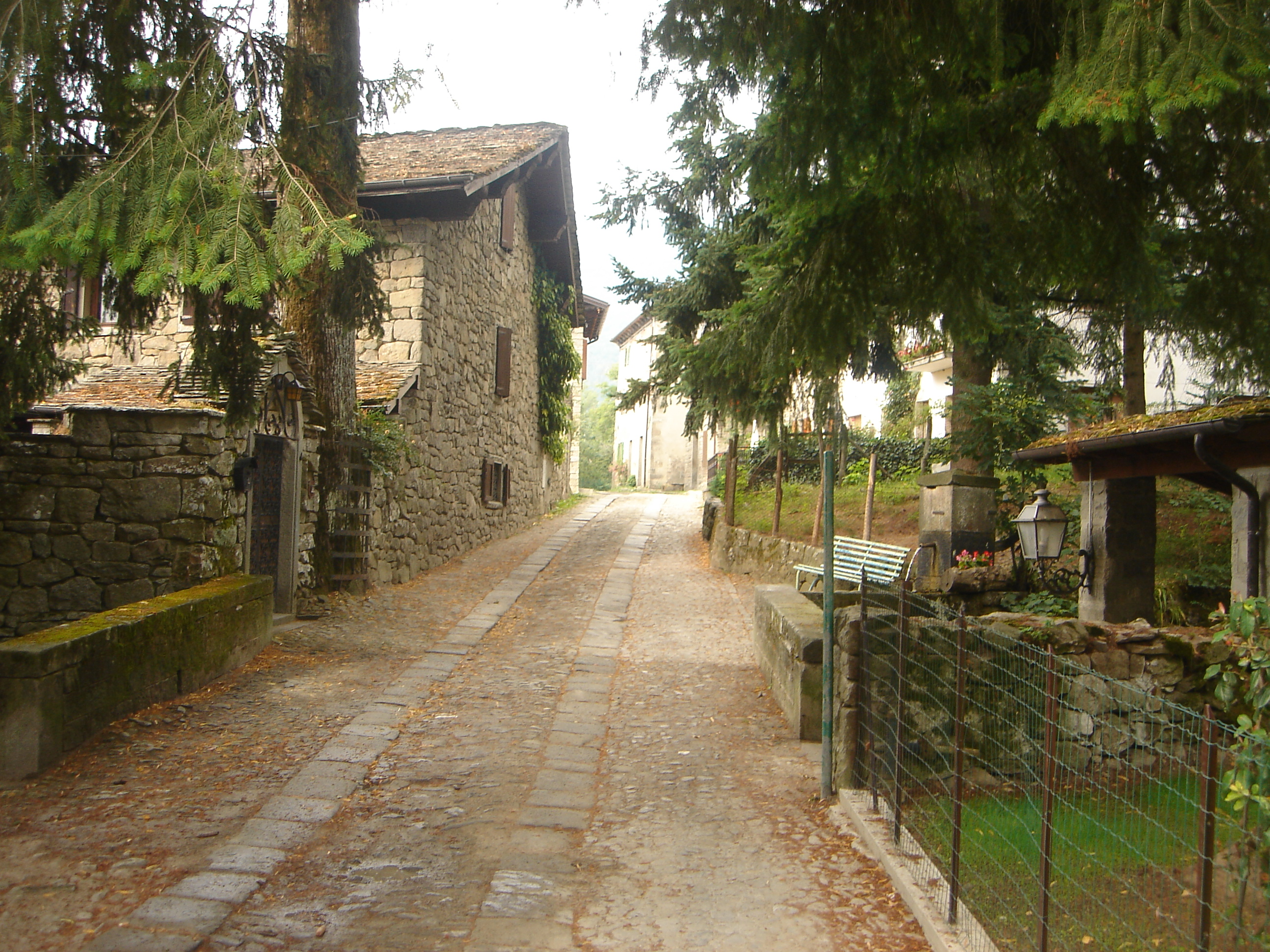
I Casoni

Sant'Andreapelago è una frazione del comune di Pievepelago, in provincia di Modena.
Il centro abitato si è sviluppato sulla Via Vandelli, a poca distanza dalla sede comunale. Vi scorrono il Rio Grosso e il Rio Asinari, affluenti del torrente Scoltenna provenienti dal massiccio del Sasso Tignoso.
Vi si trovano le "Capanne celtiche" de "I Casoni", con tetti scalinati secondo un'antica tradizione celtica, il "Torrione", residuo di una fortezza dei Montegarullo, l'oratorio di San Rocco e la fontana del Baronio, oltre a numerose fontane alimentate dai torrenti montani. Il paese è famoso per il breve soggiorno del poeta ligure Ceccardo Roccatagliata Ceccardi.

## Geografia antropica
Le località di Sant'Andreapelago sono:
- Piangrande
- I Casoni
- Casa Quattro
- Casa Guerri

### Piangrande
È la prima località che si trova dopo Sant'Andreapelago salendo lungo la strada principale. Ha sede lo stabilimento della Elettronica Cimone Srl.

### I Casoni
Dopo Piangrande proseguendo lungo la via comunale per Casoni vi è la località de I Casoni, piccolo villaggio abitato con al centro il circolo ricreativo "La Bsigola", luogo di ritrovo sia in estate che duranti i lunghi inverni.
Interessante la fontana che si trova lungo la via principale della frazione da dove sgorga acqua limpida e fresca. Essa è dotata del lavatoio dove le signore locali vanno a lavare i vestiti. Sovente è uso locale usare la fontana immergervi angurie e bevande di vario genere durante i mesi estivi, in particolare per la ricorrenza del Ferragosto.
La parte antica del paesino si sviluppa lungo via Casa Lisini: percorrendola tutta alla fine ci si immette nel sentiero della Grottaccia da cui si possono raggiungere le località di Roccapelago e di Ponte di San'Anna.
A metà di via Casa Lini si trova la piccola Chiesa cattolica ancora in funzione e l'antico campanile dotato su un lato di orologio.